# Kippisjärvi
Kippisjärvi är en sjö vid finsk-ryska gränsen. Den finländska delen ligger i kommunen Enare i landskapet Lappland i Finland. Sjön ligger 139,9 meter över havet. Arean är 72 hektar och strandlinjen är 7,54 kilometer lång. Sjön  ingår i Tuulomajokis huvudavrinningsområde.   Den ligger omkring 260 kilometer nordöst om Rovaniemi och omkring 950 kilometer norr om Helsingfors. 